# La donna del lago

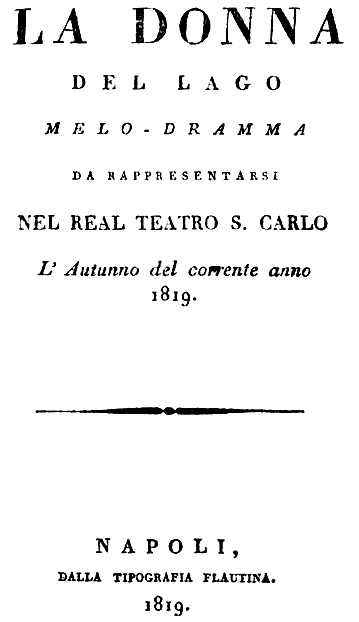
Librettots titelsida, Neapel 1819.

La donna del lago (Sjöfröken) är en opera (melodramma) i två akter med musik av Gioacchino Rossini. Librettot skrevs av Andrea Leone Tottola efter den franska översättningen av sir Walter Scotts dikt The Lady of the Lake (1810).

## Historia
Efter premiären av Eduardo e Cristina i april 1819 i Venedig reste Rossini till Neapel för att komponera sin nästa opera för Teatro San Carlo. Egentligen var det tänkt att tonsättaren Gaspare Spontini skulle åtaga sig den uppgiften men då denne fick förhinder, gick erbjudandet till Rossini. La donna del lago är den mest romantiska av Rossinis italienska operor och samtidigt den första italienska opera som bygger på en text av Walter Scott. Därmed grundades ett operamode som skulle komma att inkludera mer än 25 verk av Scotts verk fram till mitten av 1800-talet. Hittills hade de flesta operor byggt på franska tragedier från 1600- och 1700-talet. Allt skotskt var på modet i Europa vid denna tid och intresset för James Macphersons diktverk Ossians sånger fångade en stor publik.
Idén till operatexten fick Rossini i samspråk med Désiré-Alexandre Batton, en tonsättare som samma år hade erhållit det prestigeladdade Rompriset och vistades i Neapel. Batton hade diskuterat med Rossini olika förlagor för sin nästa opera. Han hade nämnt Scotts dikt The Lady of the Lake, som han hade läst kort tid innan. Rossini bad att då låna boken. Två dagar senare meddelade Rossini till Batton att han genast skulle be Tottola skriva ett libretto, men inte till Batton utan till sig själv!
Operan hade premiär den 24 oktober 1819 men blev ingen omedelbar succé då publiken uppenbarligen hade väntat sig en lättare opera i stil med Ricciardo e Zoraide året innan. Operan skulle likväl stå kvar på repertoaren de närmaste tolv åren.
Svensk premiär den 5 oktober 1831 på det Gustavianska operahuset i Stockholm där den framfördes 18 gånger fram till 1837.

## Personer
- Elena (Ellen), Sjöfröken (sopran)
- Malcom (Malcolm) Groeme (Graeme), ledare för klanen Alpine (kontraalt)
- Uberto di Snowdon, alias för Giacomo V, Re di Scozia (Kung Jakob V av Skottland), Elenas älskade (tenor)
- Duglas (Douglas) d'Angus, Elenas fader, rebell och före detta lärare till kung Jakob (bas)
- Rodrigo (Roderick) di Dhu, förlovad med Elena, rebelledare för Högländerna (tenor)
- Serano, Douglas tjänare (tenor)
- Albina, Elenas förtrogna (mezzosopran)
- Bertram, kungens betjänt (bas)

## Handling
Akt I
Elena är dotter till den skotske rebelledaren Duglas som i två år har hållit Giacomo V fången och nu lever under beskydd av Rodrigo di Dhu. Duglas vill att Elena skall gifta sig med Rodrigo men hon älskar Malcom. Uberto har kommit bort från sitt jaktsällskap men Elena öppnar porten för honom, och han blir genast förälskad i henne. Då det kommer bud om att den kungliga hären rycker fram drar Duglas i fält med Rodrigo och Malcom, som får vänta med att göra upp sina privata mellanhavanden till längre fram.
Akt II
Uberto söker upp Elena och förklarar henne sin kärlek men hon berättar att hon älskar en annan, och han resignerar och ger henne en ring som enligt vad han säger kommer att få kungen att uppfylla alla hennes önskningar. Rodrigo har hört deras samtal och utmanar Uberto på duell, som han förlorar. Upprorsmännen har också förlorat sin strid och Elena beger sig till Stirling Castle för att vädja för sin fars räkning. Därvid upptäcker hon att Uberto i själva verket är kungen, och han står vid sitt ord och friger både Duglas och Malcom. Hon kan alltså gifta sig med den hon älskar.

## Musiken
Orkestern består av:
- Träblås: två flöjter (två piccolaflöjter), två oboer, två klarinetter, två fagotter
- Bleckblås: fyra valthorn, två trumpeter, tre tromboner
- Slagverk: pukor, bastrumma, cymbal, triangel
- Harpa
- Stråkar
- Basso continuo
- Blåsarensemble på scen med sex horn och trumpeter

Operan innehåller följande musiknummer:
Akt I
- Nr. 1. Introduktion (Kör, Elena, Uberto): "Del dì la messaggera" (Scen 1) 
  - Cavatina (Elena): "Oh mattutini albori" (Scen 2)
  - Duettino (Elena, Uberto): "Scendi nel piccol legno" (Scen 2)
  - Kör: "Uberto! Ah! dove t'ascondi?" (Scen 3)
- Nr. 2. Kör: "D'Inibaca, donzella" (Scen 6) 
  - Duett (Uberto, Elena): "Sei già sposa?" (Scen 6)
- Nr. 3. Recitativ: "Mura felici" (Scen 7) 
  - Cavatina (Malcolm): "Elena! oh tu, ch'io chiamo" – "Oh quante lacrime" (Scen 7)
- Nr. 4. Aria (Douglas): "Taci, lo voglio, e basti" (Scen 8)
- Nr. 5. Duettino (Elena, Malcolm): "Vivere io non potrò" (Scen 8)
- Nr. 6. Kör: "Qual rapido torrente" (Scen 9) 
  - Cavatina (Rodrigo): "Eccomi a voi, miei prodi" (Scen 9)
- Nr. 7. Kör och final I (kör, Rodrigo, Elena, Douglas, Malcolm, Albina, Serano): "Vieni, o stella – che lucida e bella" (Scen 10) 
  - Terzett (Rodrigo, Douglas, Elena): "Quanto a quest'alma amante" (Scen 10)
  - Kör: "Già un raggio forier" (Scen 10)

Akt II
- Nr. 8. Cavatina (Uberto): "Oh fiamma soave" (Scen 1)
- Nr. 9. Duett (Elene, Uberto): "Alla ragion deh rieda" (Scen 1) 
  - Terzett (Elena, Uberto, Rodrigo, kör): "Io son la misera" (Scen 2)
- Nr. 10. Aria (Malcolm, Chor): "Ah si pera: ormai la morte" (Scen 3)
- Nr. 11. Canzonetta (Uberto): "Aurora! ah sorgerai" (Scen 5)
- Nr. 12. Kör: "Imponga il re" (Scen 7)
- Nr. 13. Rondo och final II (Elena, kör) "Tanti affetti in un momento" – "Fra il padre e fra l'amante" (Scen 7)

Med sina naturscener föregriper operan element från Rossinis senare opera Wilhelm Tell. Början på operan stämmer bra in på den skotska förlagan. I stället för en ouvertyr finns det en 16 takter lång orkesterinledning som ska symbolisera de skotska högländernas suggestiva landskap. Den följs av herdekören "Del dì la messaggera" till bakgrundsklanger av hornstötar och jaktlarm. Rossini använde sig inte av genuina skotska melodier men inslag av "Scotch snap rythm", jakthorn (sex solohorn i inledningen) och bardharpa genomsyrar partituret.
För att glädja tenoren Giacomo Rubini satte Rossini in en aria från Ermione för en senare uppsättning i Neapel. Till en uppsättning i Paris 1846 tog han två nummer från Bianca e Falliero och satte in dem i akt II för att ersätta den svåra terzetten. Efter 1860 försvann La donna del lago helt från operarepertoaren och skulle inte återkomma förrän 1958 i Florens.